# Batalla de Nauloco
La batalla naval de Nauloco ocurrió el 3 de septiembre del año 36 a. C. entre la flota de Sexto Pompeyo y la de Marco Vipsanio Agripa, en Nauloco, Sicilia. La victoria de Agripa, lugarteniente de Octaviano, significó el final de la resistencia de la gens Pompeya al poder del Segundo Triunvirato.

## Antecedentes
Después de la renovación de la alianza entre Octaviano y Marco Antonio, con el pacto de Brundisium, los dos triunviros decidieron hacer frente a la amenaza de Sexto Pompeyo, hijo de Pompeyo el Grande. Sexto había ocupado la provincia de Sicilia, la cual normalmente proveía de grano a la ciudad de Roma. Cuando Sexto provocó una gran hambruna en la ciudad, durante el año 39 a. C., Octaviano y Marco Antonio firmaron con Sexto el pacto de Miseno, reafirmando el gobierno de este último sobre Sicilia, Sardinia y el Peloponeso, pero por un período de 5 años. Esta alianza tuvo un corto intervalo de vida y Sexto cortó otra vez el abastecimiento de grano a Roma. Octaviano intento invadir la isla de Sicilia en el 38 a. C., pero las naves fueron forzadas a retirarse debido al mal tiempo.
Entonces Agripa decidió cortar parte de la Vía Hercúlea (posteriormente llamada Vía Augusta) y cavó un canal que unió el lago Lucrino con el mar, transformándolo en un puerto, al cual llamó Portus Iulius. Este nuevo puerto fue usado para entrenar los barcos en tácticas de la guerra naval. En el puerto una nueva flota fue construida, con 20.000 esclavos liberados como tripulación. Estas naves fueron construidas más grandes de lo normal, para así poder transportar más unidades de infantería, las cuales, a su vez, fueron entrenadas para poder combatir en los barcos. Además, Marco Antonio le entregó a Octaviano 120 barcos, bajo el mando de Tito Estatilio Tauro, a cambio de 20.000 soldados de infantería para su campaña de Partia. En julio del 36 a. C. las dos flotas salieron de Italia, y otra flota, enviada por el tercer triunviro Marco Emilio Lépido, salió de la provincia de África, para atacar las ciudades fortificadas de Sexto en Sicilia.
En agosto, Agripa fue capaz de derrotar a Pompeyo Sexto en la batalla de Milas (cerca de la moderna Milazzo); ese mismo mes Octaviano fue derrotado y herido gravemente en la batalla de Taormina.

## La batalla
Enfrente del promontorio de Nauloco, Agripa se encontró frente a la flota de Sexto. Ambas flotas compuestas de 300 naves, todas con piezas de artillería, pero las naves de Agripa eran más pesadas, armadas éstas con un harpax, una nueva versión del corvus. Agripa usó esta arma con grandes resultados, ya que consiguió inmovilizar las más maniobrables naves de Sexto y, después de una larga y sangrienta lucha, derrotar su enemigo. Agripa perdió tres barcos, mientras que 28 barcos de Sexto fueron hundidos, 17 huyeron y el resto fueron capturados.

## Consecuencias
Siete años después de la llegada de Sexto a Sicilia, la isla fue finalmente recuperada de las manos del hijo de Pompeyo, cuyas gran flota habían causado muchos problemas a los miembros del Segundo Triunvirato. Sexto llegó a Mesana con 7 barcos y huyó desde allí a Mitilene, desde allí se dirigió más al este, dónde fue finalmente capturado y ejecutado en el 35 a. C. por Marco Titio, lugarteniente de Marco Antonio.
Octaviano y Lépido acabaron con la última resistencia pompeyana en Sicilia. Después de esto, la intrigas de Octaviano consiguieron quitar a Lépido todo su poder político y militar, consiguiendo así ser el único soberano en el oeste de la moribunda República romana.